# Nordnorsk
Nordnorsk er en samlebetegnelse for de norske dialekter som traditionelt har været brugt i det meste af Nordland, Troms og Finnmark fylker. Nordnorske dialekter kan klassificeres som en særlig undergruppe af vestnorske dialekter.

## Kendetegn
Nordnorske dialekter er først og fremmest kendetegnet ved udtalen, at der bruges højtone, sådan at stemmelejet går opad i stavelser som man lægger tryk på.
Endvidere har nordnorske dialekter i større eller mindre grad apokope - stærkest i Saltværing, i mindre grad i ældre vefsnmål. 
Nordnorske dialekter har palatalisering af konsonantane n, l, t og d.
I substantivbøjningen har de nordnorske dialekter tre køn. Et særkende for nordnorske dialekter er, at intetkøn flertal ender på -an: Husan, eplan.

## Udbredelse
Mange norske dialekter har de ovennævnte kendetegn, men det er kun i de nordnorske dialekter man finder alle disse træk samlet. Ud fra denne definition af nordnorsk, falder sproget i Bindalen, tilflyttersproget i Susendalen og Målselv og dialekterne i den østlige del af Finnmarken udenfor definitionen af nordnorske mål.